# Vuelo 160 de LAN Chile
El vuelo 160 de LAN Chile fue un vuelo que tuvo un accidente el 28 de abril de 1969, mientras viajaba desde Buenos Aires (Argentina) hasta Santiago (Chile). El Boeing 727, que llevaba 8 tripulantes y 52 pasajeros, se estrelló durante su aproximación al Aeropuerto de Pudahuel.

## Accidente
El vuelo 160 despegó del Aeropuerto Internacional Ministro Pistarini a las 23:56 GMT (20:56 hora local). Cuando se acercaba a Santiago, el Boeing 727 descendió por debajo del mínimo de 862 metros y continuó bajando hasta que se estrelló en una granja al norte de Colina.
Mientras que la aeronave fue declarada siniestro total, ninguno de los 60 ocupantes murió o resultó herido.

## Causa
La causa del accidente fue la excesiva concentración de la tripulación en las indicaciones dadas por el instrumento director de vuelo, el cual estaba siendo mal utilizado en una aproximación directa al sistema de aterrizaje instrumental. La tripulación no revisó otros instrumentos, que mostraban que la aeronave estaba descendiendo por debajo de su trayectoria de planeo.
Se trata de un clásico caso de lo que los pilotos llaman "vuelo controlado contra el terreno".